# Pontal
Pontal is een gemeente in de Braziliaanse deelstaat São Paulo. De gemeente telt 39.272 inwoners (schatting 2009).

## Aangrenzende gemeenten
De gemeente grenst aan Jardinópolis, Morro Agudo, Pitangueiras, Sales Oliveira en Sertãozinho.